# Одного разу в Голлівуді (фільм, 2019)
«Одного разу в Голлівуді» (англ. Once Upon A Time In Hollywood) — драмедійний фільм 2019 року режисера Квентіна Тарантіно. Світова прем'єра стрічки відбулася 21 травня 2019 року на 72-му Каннському міжнародному кінофестивалі; прем'єра відбулася в США — 26 липня, в Україні — 15 серпня. Для фільму не було написано жодного саундтреку, вся використана музика була написана до 1969 року.
Головний герой — актор Рік Долтон, відомий за участю в серіалах-вестернах, прагне отримати роль у повнометражному фільмі. Паралельно додаткового заробітку шукає його помічник, водій, дублер та найкращий друг Кліфф Бут. Історія розгортається на фоні злочинів, пов'язаних із сектою Чарльза Менсона 1969 року, коли нею було вчинено вбивства. Подібно до «Безславних виродків», фільм зображає дещо альтернативний виклад історичних подій.
У виробництві  сиквел фільму, написаний Тарантіно та зрежисований Девідом Фінчером — «Пригоди Кліффа Бута».

## Сюжет
Події починаються в лютому 1969 року в Лос-Анджелесі. Голлівудський актор Рік Долтон відомий за роллю лиходіїв у кількох телесеріалах. Він балакає з продюсером Марвіном Шварцем і дізнається, що не отримає великих ролей. Марвін згадує його зйомки в чорно-білому серіалі-вестерні 1950-х років «Мисливський закон» і улюблену сцену в фільмі про війну «14 кулаків», де Рік спалює нацистів з вогнемета. Актор зізнається, що дуже боявся цієї зброї. Марвін пропонує зніматися в італійських спагеті-вестернах, на які саме є попит. Рік глибоко розчарований таким майбутнім і скаржиться на це своєму найкращому другові й колишньому дублеру Кліффу Буту. Кліфф, який возить позбавленого прав Ріка, — ветеран війни, що сподівається отримати роботу на знімальному майданчику завдяки Ріку. Повернувшись додому, Рік намагається розвіяти сумні думки, випивши віскі.
Тим часом акторка Шерон Тейт і її чоловік, режисер Роман Полянський, переселяються в маєток біля Рікового будинку. Дізнавшись про це, Рік вирішує затоваришувати з Шерон і Романом, щоб отримати роль у повнометражному фільмі.
Згодом Кліфф згадує, як колись на зйомках серіалу «Зелений шершень» насміхався з Брюса Лі і той викликав його на поєдинок. Випадково він пом'яв автомобіль акторки Дженет, і її чоловік Ренді відмовився брати Кліффа на роботу.
Рік, хвилюючись, вирушає на зйомки в серіалі-вестерні, де балакає з восьмирічною акторкою Труді. Не стримавши емоцій через свою загублену кар'єру, Рік плаче і дівчинка його заспокоює. Потім він забуває текст, оскільки випив забагато алкоголю напередодні. Він картає себе за це, та обіцяє собі не зганьбитися наступного разу. В той час до Романа приїжджає лідер злочинного угрупування Чарльз Менсон, шукаючи продюсера Террі Мелчера, котрий раніше жив у тому будинку, щоб убити його. Проте Роман не впускає Чарльза. Шерон Тейт паралельно заїжджає до кінотеатру, щоб помилуватися своєю роллю в фільмі «Команда руйнівників».
Кліфф же, їдучи містом на Ріковому авто, підвозить автостопом дівчину Кітті на її ранчо, де колись знімали «Мисливський закон». На ранчо збирається «Сім'я Менсона», очолювана Чарльзом, що видає себе за хіпі, з-поміж них Текс Вотсон, Сьюзен Аткінс (Майкі Медісон), Лінда Касабіан і Патрисія Кренуінкель. Кліфф підозрює, що вони злочинці та перебувають там без дозволу власника — Джорджа Спана. Згодом він знаходить Джорджа, котрий пояснює, що хіпі піклуються про нього. Повернувшись до авто, Кліфф виявляє, що хіпі Клем Гроган порізав шину, тому б'є його та змушує міняти зіпсоване колесо.
Рік повертається на знімальний майданчик і в ролі лиходія, що взяв у заручницю Труді, видає вражаючу гру. Режисера Сем Вонамейкер у захваті від його імпровізації. Потім Марвін, подивившись епізод серіалу «The F.B.I.» за участю Ріка, пропонує йому знятися в спагеті-вестерні. Далтон неохоче погоджується, все ще вважаючи спагеті-вестерни несмаком, але почувається набагато впевненіше. Разом з Кліффом він їде на зйомки до Італії, потім знімається в чотирьох повнометражних фільмах, і одружується з акторкою Франческою Капуччі.
Рік з Кліффом домовляються піти далі різними шляхами. Повернувшись в Лос-Анджелес, вони вирушають випити й потім повертаються в будинок Ріка, де Кліфф закурює цигарку з LSD і йде вигуляти свого собаку на кличку Бренді. В цей час Текс Вотсон, Сьюзен Аткінс, Лінда Касабіан і Патрисія Кренуінкель паркуються біля Рікового будинку, готуючись убити всіх у маєтку Полянського. Рік гнівно наказує їм забиратися геть. Вони слухаються, але згодом Патрисія підмовляє спільників убити Ріка, адже він завжди грає лиходіїв-убивць. Лінда не наважується і викравши авто, покидає решту. Зловмисники вриваються в будинок Ріка, беруть в заручники його дружину. Кліфф сприймає їх за власні галюцинації, але згадавши зустріч з ними на ранчо, оговтується. Кліфф дає команду Бренді напасти на Текса, озброєного револьвером. Собака вчіплюється зловмиснику в руку, Сьюзен кидається на Кліффа, який ламає їй ніс і щелепу. Собака шматує Тексу пах, Сьюзен бере ножа та повзе до спільників, але за командою Кліффа собака нападає на неї. Текс заносить ножа над Кліффом, але той відбиває удар і ранить нападника в ногу. Патрисії вдається приголомшити Кліффа і встромити йому ножа в стегно. Отямившись, Кліфф б'є її головою об камін. Сьюзен добирається до пістолета і стріляє, змусивши собаку тікати, після чого вистрибує у вікно. Рік тим часом відпочиває на задньому дворі, не підозрюючи, що діється в будинку. Закривавлена Сьюзен падає в басейн, де починає безладно стріляти. Шокований Далтон дістає вогнемет, який зберіг після зйомок «14 кулаків», і, подолавши страх перед цією зброєю, спалює Сьюзен.
За якийсь час поліція допитує Ріка, його дружину і Кліффа. Джей, друг Шерон, розпитує в Ріка про ті події. Шерон запрошує Ріка у свій будинок випити з її гостями.

## У ролях
| Актор              | Роль              |
| ------------------ | ----------------- |
| Леонардо Ді Капріо | Рік Далтон        |
| Бред Пітт          | Кліфф Бут         |
| Марго Роббі        | Шерон Тейт        |
| Еміль Гірш         | Джей Себрінг      |
| Маргарет Кволлі    | «Кітті Кет»       |
| Тімоті Оліфант     | Джеймс Стейсі     |
| Брюс Дерн          | Джордж Спен       |
| Джулія Баттерс     | Труді Фрейзер     |
| Остін Батлер       | Текс Вотсон       |
| Дакота Феннінг     | Лінетт Фромм      |
| Майк Мо            | Брюс Лі           |
| Деміен Льюїс       | Стів Макквін      |
| Люк Перрі          | Вейн Маундер      |
| Аль Пачіно         | Марвін Шворц      |
| Ніколас Геммонд    | Сем Вонамейкер    |
| Саманта Робінсон   | Ебігейл Фолгер    |
| Рафал Заверуха     | Роман Поланскі    |
| Лоренца Іззо       | Франческа Каппучі |
| Деймон Герріман    | Чарлз Менсон      |
| Майкі Медісон      | «Седі»            |

| Актор                   | Роль                     |
| ----------------------- | ------------------------ |
| Медісен Біті            | «Кеті»                   |
| Лена Данхем             | «Циганка»                |
| Мая Гоук                | «Дитя квітів»            |
| Вікторія Педретті       | «Лулу»                   |
| Сідні Свіні             | «Змія»                   |
| Гарлі Квінн Сміт        | «Жабеня»                 |
| Канзас Боулінг          | «Блу»                    |
| Кліфтон Колінз молодший | Ернесто Вакеро           |
| Скут Макнейрі           | Боб Гілберт              |
| Спенсер Гарретт         | Аллен Кінкейд            |
| Кіт Джефферсон          | суходільний пірат Кіт    |
| Едді Перес              | суходільний пірат Едді   |
| Моріс Комт              | суходільний пірат Мао    |
| Лю Темпл                | суходільний пірат Лю     |
| Румер Вілліс            | Джоанна Петтет           |
| Дріма Вокер             | Конні Стівенс            |
| Коста Ронін             | Войтек Фріковскі         |
| Зої Белл                | Джанет                   |
| Майкл Медсен            | шериф Хакет              |
| Курт Расселл            | Ренді Міллер та оповідач |